# Vilho Pekkala
Pour les articles homonymes, voir Pekkala.
Vilho Pekkala (né le 3 avril 1898 à Kotka et mort le 20 octobre 1974 dans la même ville) est un lutteur sportif finlandais.

## Biographie
Vilho Pekkala obtient une médaille de bronze olympique, en 1924 à Paris en poids moyens.

## Palmarès

### Jeux olympiques
- Jeux olympiques d'été de 1924 à Paris
  -  Médaille de bronze en -79 kg